# Савранська стоянка

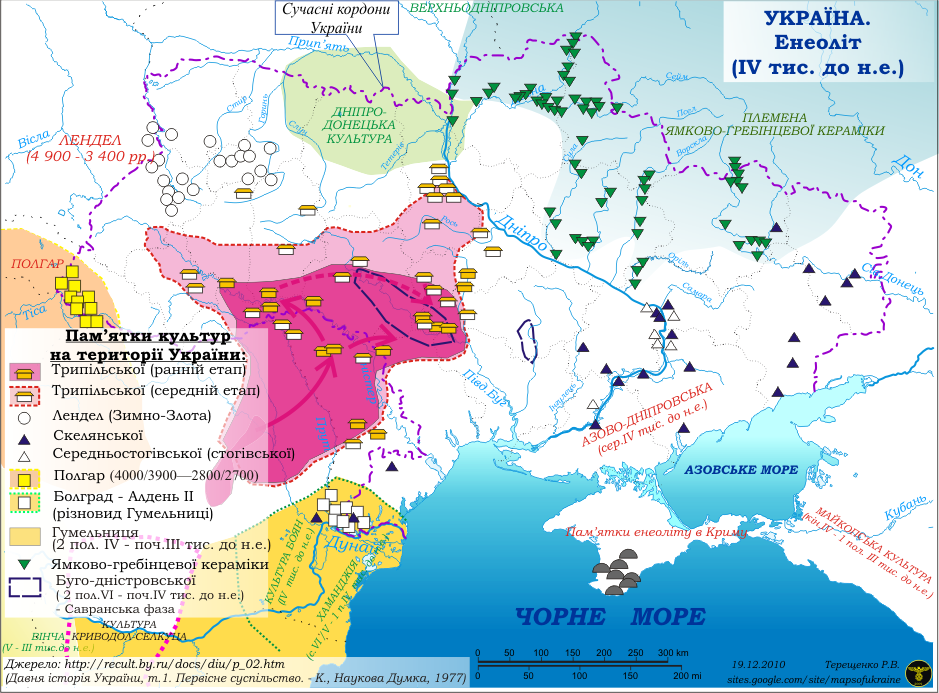
Савранська фаза Буго-дністровська культура 5500-3800 роки до Р.Х.

Савранська стоянка — стоянка буго-дністровської культури (VII—VI тис. до н. е.) поблизу смт Саврань Одеської області (на Південному Бузі).
Поселення часів неоліту (кінець VII — середина IV тис. до н. е.); розташоване на правому березі Південного Бугу, територія його витягнута зі сходу на захід і досягає в довжину 250 м.
Розкопували їх у 1949 і 1955 роках. Виявлено залишки двох наземних житлових комплексів і сліди кількох колективних поховань. Одне житло було споруджене з якогось легкого матеріалу на кам'яному фундаменті і мало каркасно-стовпову конструкцію (з печами або вогнищами (очаг-курінь)). Ці комплекси, за висновками вчених, були придатні для житла як влітку, так і взимку. Віднайдені в поселенні наконечники мотик з рогу (рогові мотики-кайла, киркоподібні мотики, вироби з кісток оленя і кабана), крем'яні ножі, скребки, мікролітичні вироби, уламки глиняного посуду з гострим і плоским дном (плоскодонна кераміка), який був оздоблений покресленим орнаментом, свідчать про розвиток у ту далеку пору землеробства та полювання.
На території нинішньої Саврані і навколишніх сіл археологи виявили поселення пізніших часів — епохи міді (трипільська культура, IV тис. до н. е.) і бронзи (III тис. до н. е.), а також ранньослов'янські поселення черняхівської культури (II-IV століття).